# モチヴェイション・ラジオ
『モチヴェイション・ラジオ』（Motivation Radio）は、イギリスのギタリスト、スティーヴ・ヒレッジが1977年に発表した3作目のスタジオ・アルバム。

## 背景
前作『L』発表後に行われたアメリカ・ツアーの頃、ヒレッジはパーラメントやファンカデリック等を聴くようになり、「もう少しファンキーな音楽をやりたいと思った」と語っている。本作をプロデュースしたマルコム・セシルは、当時ヒレッジが気に入っていたトントズ・エクスパンディング・ヘッド・バンドのメンバーであり、ロサンゼルスでヒレッジを取材した記者がセシルの知り合いだったことから、その記者の紹介で出会いを果たした。
2007年に発売されたリマスターCDにはボーナス・トラックが3曲追加された。「レイラインズ・トゥ・グラスドム（Tontoヴァージョン）」は1977年にプロモーション・シングルとして発表された音源で、後に完成されたロング・ヴァージョンは次作『グリーン』に収録された。また、「ザ・サーモン・ソング（オリジナル"パワー・トリオ"バッキング・トラック）」と「ザ・ゴールデン・ヴァイブ（オルタネイト・ミックス）」は2007年まで未発表だった音源で、後者はアルバム『フィッシュ・ライジング』（1975年）に収録されていた組曲「Aftaglid」の最終セクションの別ミックスである。

## 反響・評価
全英アルバムチャートでは5週チャート圏内に入り、最高28位に達した。音楽評論家のデイヴ・コノリーはオールミュージックにおいて「『L』と同様に宇宙的だが、より親しみやすい」と評している。

## 収録曲
特記なき楽曲はスティーヴ・ヒレッジとミケット・ジローディの共作。
1. ハロー・ドーン - "Hello Dawn" - 2:49
2. モチヴェイション - "Motivation" - 4:10
3. ライト・イン・ザ・スカイ - "Light in the Sky" - 4:11
4. ラジオ - "Radio" - 6:13
5. ウェイト・ワン・モーメント - "Wait One Moment" - 3:19
6. ソウサー・サーフィング - "Saucer Surfing" - 4:20
7. サーチング・フォー・ザ・スパーク - "Searching for the Spark" - 5:31
8. オクターヴ・ドクターズ - "Octave Doctors" - 3:33
9. ノット・フェイド・アウェイ（グライド・フォーエヴァー） - "Not Fade Away (Glid Forever)" (Norman Petty, Glen Hardin) - 3:28

### リマスターCDボーナス・トラック
1. レイラインズ・トゥ・グラスドム（Tontoヴァージョン） - "Leylines to Glassdom (Tonto Version)" - 2:47
2. ザ・サーモン・ソング（オリジナル"パワー・トリオ"バッキング・トラック） - "The Salmon Song" - 9:03
3. ザ・ゴールデン・ヴァイブ（オルタネイト・ミックス） - "The Golden Vibe (Alternate mix)" - 3:28

## 参加ミュージシャン
- スティーヴ・ヒレッジ - ギター、ギターシンセサイザー、シンセサイザー、シャーナイ、ボーカル
- ミケット・ジローディ - シンセサイザー
- マルコム・セシル - シンセサイザー
- レジー・マクブライド - ベース
- ジョー・ブロッカー - ドラムス、パーカッション